# Thalassius spinosissimus
Thalassius spinosissimus är en spindelart som först beskrevs av Karsch 1879.  Thalassius spinosissimus ingår i släktet Thalassius och familjen vårdnätsspindlar. Inga underarter finns listade i Catalogue of Life.